# Juan de Salcedo
Juan de Salcedo (1549 – 11 maart 1576) was een Spaanse conquistador in de Filipijnen. 

## Biografie
Juan de Salcedo werd geboren in in 1549 in Mexico. Hij was een kleinzoon van Miguel López de Legazpi en een broer van Felipe de Salcedo. Salcedo sloot zich in 1564 aan bij het Spaanse leger en maakte in 1565 deel uit van de Spaanse expeditie naar de Filipijnen onder leiding van Legazpi. In 1569 leidde hij samen met Martin de Goiti een Spaans leger dat de moslims rond het tegenwoordige Manilla aanviel. Later in 1570 en 1571 wisten de Spanjaarden het gebied definitief te veroveren op de moslims en werd er een vredesakkoord gesloten.
Tussen 1571 en 1574 ging Salcedo met een groep van ongeveer 80 soldaten op ontdekkingstocht in de noordelijke Filipijnen. Hij verkende Batangas, Zambales en de Ilocos regio. In die periode stichtte hij diverse Spaanse nederzettingen. Na vier jaar keerde hij in allerijl terug naar Manilla, waar de Chinese piraat Limahong met 3000 manschappen Manilla en andere Spaanse nederzettingen had aangevallen. Hierbij was onder andere Martin de Goiti gedood. Onder leiding van Salcedo verdreven de Spanjaarden de piraten bij Manilla. Limahong en zijn piraten vestigden zich daarop aan de monding van de Agno in Pangasinan. Toen de Spanjaarden hiervan op de hoogte raakten, stuurden zij een troepenmacht onder leiding van Salcedo om in te grijpen. Er volgde een belegering die drie maanden duurde. Toch wist Limahong samen met een deel van de piraten te ontsnappen via een zelfgegraven kanaal.
Salcedo reisde aansluitend naar de stad Vigan. Daar liep hij een tropische ziekte op en overleed hij op 27-jarige leeftijd. Zijn lichaam ligt begraven in San Agustin Church in Intramuros, Manilla.